# SGI IRIS
La serie SGI IRIS es una línea de terminales y estaciones de trabajo de Silicon Graphics construida en los años 80. Los primeros sistemas utilizan originalmente la familia de procesadores Motorola 68000, y los modelos posteriores presentan procesadores MIPS de primera generación. 